# Грушевой, Константин Степанович
Константи́н Степа́нович Грушево́й (1906—1982) — советский военачальник (политработник), генерал-полковник (27.10.1967), партийный и государственный деятель, друг Леонида Ильича Брежнева и Николая Анисимовича Щёлокова
.

## Биография
Родился 7 ноября 1906 года в городе Смела Киевской губернии (ныне — Черкасской области, Украина) в семье бухгалтера Степана Андреевича Грушевого. Украинец. Кроме него в семье было ещё три ребёнка — Александра, Эмилия и Елена. Имя Константин получил в честь лучшего друга его деда, погибшего в степи во время турецкого похода (Русско-турецкая война (1877—1878)). Трудовую деятельность начал рабочим сахарного завода. В 1927 году вступил в КП(б)У.
В 1934 году окончил Днепродзержинский металлургический институт, после которого работал с 1934 по 1938 гг. сменным инженером, начальником прокатного цеха на Днепровском металлургическом комбинате имени Ф. Э. Дзержинского.
В 1938 году был замечен партийными руководителями республики и за отменные организаторские способности выдвинут в мае на партийную работу первым секретарем Днепродзержинского горкома КП(б) Украины, а затем, в 1939 году был избран вторым секретарем Днепропетровского обкома КП(б) Украины, которым проработал вплоть до начала Великой Отечественной войны.
В своей книге «Брежнев» Леонид Млечин писал: «Брежнева поддерживал Константин Степанович Грушевой, с которым они вместе учились в металлургическом институте. Грушевой раньше начал делать партийную карьеру и вскоре стал первым секретарем Днепродзержинского горкома. В январе 1939 года его избрали вторым секретарем Днепропетровского обкома — вместо Леонида Романовича Корнийца, назначенного председателем президиума Верховного Совета республики. Константин Грушевой тащил за собой Брежнева. В 1940 году в обкоме по указанию Москвы ввели должность секретаря по оборонной промышленности — в связи с тем, что многие предприятия переходили на выпуск военной продукции. Первый секретарь не знал местных кадров и прислушивался к Грушевому. Константин Степанович предложил поручить это дело Брежневу. Кандидатуру Леонида Ильича одобрил и Хрущёв, который приезжал в область знакомиться с кадрами. 26 сентября 1940 года Леонида Ильича сделали секретарем обкома по оборонной промышленности. Брежневу было всего тридцать четыре года. Со всей энергией он взялся за дело, ему хотелось показать себя. Но началась война.» Вот так Л. И. Брежнев описал начало Великой Отечественной войны в своей книге «Малая Земля»: "Подъехав к дому, увидел, что у подъезда стоит машина К. С. Грушевого, который замещал в то время первого секретаря обкома. Я сразу понял: что-то случилось. Горел свет в его окнах, и это было дико в свете занимавшейся зари. Он выглянул, сделал мне знак подняться, и я, ещё идя по лестнице, почувствовал что-то неладное и все-таки вздрогнул, услышав: «Война!»

### Великая Отечественная война
В 1941 году К. С. Грушевой организовал и руководил подпольным Днепропетровским обкомом, обеспечил эвакуацию предприятий области в тыл, руководил уничтожением ценностей, которые невозможно было эвакуировать, с целью предотвратить их захват немецко-фашистскими войсками.
В последующем был направлен на фронт, где был членом Военных советов 24-й армии (третьего формирования; с мая 1942) и 58-й армии (второго формирования; август — ноябрь 1942, март — октябрь 1943); Северной группы войск Закавказского фронта, Северо-Кавказского (январь — март 1943) Волховского (с декабря 1943), Карельского (февраль — ноябрь 1944) и 1-го Дальневосточного фронтов (1945). Первичное генеральское звание «генерал-майор» получил 2 марта 1944 в ходе освобождения Норвегии. Со слов К. С. Грушевого: «Приказ о присвоении генеральского звания пришел под утро. Когда открыл глаза увидел на прикроватном стуле генеральский мундир и своего ординарца А. Рябенко, который гаркнул: „C добрым утром, товарищ генерал!“» В 1945 году участвовал в разгроме Квантунской армии Японии на Дальнем Востоке.

### Послевоенный период
После победы над Японией, остался служить на Дальнем Востоке до 1947 года, где был членом военного совета ПримВО.
В 1947 году оставил военную службу и занялся хозяйственно-партийной работой. Был министром автотранспорта Украинской ССР, а в 1948—1950 гг. первым секретарем Измаильского обкома КП(б) Украины. В январе 1949 — сентябре 1952 — член ЦК КП(б) Украины. Однако, приверженность к военной службе сыграла решающую роль в его жизни. В 1950 году К. С. Грушевой поступил в Военную академию Генерального штаба ВС СССР, которую успешно закончил в 1953 году. С 1953 года на политической работе в Советской Армии, член Военного совета Московского округа ПВО. 18.02.1958 присвоено воинское звание генерал-лейтенант. С 1965 года член Военного совета, начальник Политуправления Московского военного округа . Кандидат в члены ЦК КПСС с 1966. 27 октября 1967 году К. С. Грушевому было присвоено воинское звание генерал-полковник. Награждён многими орденами и медалями из которых 3 ордена Ленина.
Под редакцией генерал-полковника К. С. Грушевого создана книга «Сто военных парадов» (М.: Воениздат 1974 г.). Книга посвящена истории военных парадов на Красной площади, от первого 1 мая 1918 г. до 100-го парада, который состоялся 7 ноября 1972 года в Москве на Красной площади.
Написал книгу «Тогда, в сорок первом…» (М.: «Известия», 1976) об организации и функционировании подпольного Днепропетровского обкома КП(б)У в начале Великой Отечественной войны, организации эвакуации из города объектов промышленности и части мирного населения.
В соавторстве им написана книга «Ордена Ленина Московский военный округ» (М.: Воениздат, 1977).
Депутат ВС РСФСР 9 созыва.
Ближайшие друзья и соратники: Брежнев Леонид Ильич, Щёлоков Николай Анисимович, Новиков Игнатий Трофимович, Цинёв Георгий Карпович.
Умер 10 февраля 1982 года в Москве.
Похоронен в Москве на Новодевичьем кладбище (участок № 7). На похоронах присутствовал Леонид Ильич Брежнев., многие члены Политбюро ЦК КПСС, включая М. С. Горбачёва и Д. Ф. Устинова.

## Семья
Всю свою жизнь К. С. Грушевой прожил в браке с Фридой Ивановной Грушевой (Шульц), поволжской немкой.
Дети: Леонид 1934—1993, Инна 1937.
Внуки: Марина 1959; Константин 1962; Константин 1965.
Правнуки: Константин (род.1982); Сергей (род.1983); Кирилл (род.1986); Степан (род.1989); Ирина (род.1994); Дмитрий (род.2001); Екатерина (род.2003).
Праправнуки: Майя (род.2010); Марк (род. 2013); Алиса (род. 2016).

## Воинские звания
- полковой комиссар — 1942
- полковник
- генерал-майор — 02.03.1944
- генерал-лейтенант — 18.02.1958
- генерал-полковник — 27.10.1967

## Награды
- Три ордена Ленина (05.1938, .., ..)
- Орден Октябрьской Революции
- Орден Красного Знамени (21.02.1944)
- орден Богдана Хмельницкого I степени (29.07.1944)
- Орден Суворова II степени (08.09.1945)
- Орден Кутузова II степени (02.11.1944)
- Орден Отечественной войны II степени (25.10.1943)
- Два ордена Трудового Красного Знамени
- Два ордена Красной Звезды (13.12.1942, ..)
- Медаль «За боевые заслуги»
- Медаль «В ознаменование 100-летия со дня рождения Владимира Ильича Ленина»
- Медаль «За отличие в охране государственной границы СССР»
- Медаль «За отвагу на пожаре»
- Медаль «За оборону Ленинграда»
- Медаль «За оборону Кавказа»
- Медаль «За оборону Советского Заполярья»
- Медаль «За победу над Японией»
- Медаль «За победу над Германией в Великой Отечественной войне 1941—1945 гг.»
- Медаль «20 лет Победы в Великой Отечественной войне 1941—1945 гг.»
- Медаль «30 лет Победы в Великой Отечественной войне 1941—1945 гг.»
- Медаль «40 лет Вооружённых Сил СССР»
- Медаль «50 лет Вооружённых Сил СССР»
- Медаль «60 лет Вооружённых Сил СССР»
- Медаль «Ветеран Вооружённых Сил СССР»
- Медаль «За освоение целинных земель»
- Медаль «В память 250-летия Ленинграда»
- Медаль «За безупречную службу» I степени
- Медаль «За безупречную службу» II степени
- Государственная премия СССР

Иностранные награды:
- Орден Красного Знамени (Монголия)
- Медаль «50 лет Монгольской Народной Революции» (Монголия)
- Медаль «50 лет Монгольской Народной Армии» (Монголия)

## Память
Почётный гражданин города Орджоникидзе (17.2.1978). В память К. С. Грушевого была названа улица в городе Днепропетровске (ныне улица гетьмана Петра Дорошенка).